# Drzonek (Śrem)
Pour les articles homonymes, voir Drzonek.
Drzonek (prononciation : [ˈdʐɔnɛk], en allemand : Dronkau) est un village polonais de la gmina de Dolsk dans le powiat de Śrem de la voïvodie de Grande-Pologne dans le centre-ouest de la Pologne.
Il se situe à environ 5 kilomètres au nord de Dolsk (siège de la gmina), à 8 kilomètres au sud-est de Śrem (siège du powiat) et à 43 kilomètres au sud de Poznań (capitale régionale).

## Histoire
De 1815 à 1919, Dronkau fait partie de l'arrondissement de Schrimm dans le district de Posen au sein de la province de Posnanie.
De 1975 à 1998, le village faisait partie du territoire de la voïvodie de Poznań.

Depuis 1999, Drzonek est situé dans la voïvodie de Grande-Pologne.